# أنتوني فريدريك
أنتوني فريدريك (بالإنجليزية: Anthony Frederick)‏ مواليد 7 ديسمبر 1964 في لوس أنجلوس - الوفاة 29 مايو 2003، كان لاعب كرة سلة أمريكي. بدأ مسيرته الاحترافية في سنة 1986. تم اختياره من قبل فريق دنفر ناغتس خلال الدرافت. بلغ طوله 6 قدم 7 بوصة (2.0 م). اعتزل اللعب في 1999.

## المسيرة الاحترافية
لعب مع إنديانا بايسرز في موسم 1988–1989، ثم لعب مع ريال مدريد لكرة السلة في الدوري الإسباني في موسم 1989–1990، ثم لعب مع سكرامنتو كينغز في سنة 1991، ثم لعب مع شارلوت هورنتس في موسم 1991–1992، ثم لعب مع دينامو باسكت ساساري في الدوري الإيطالي في موسم 1992–1993، ثم لعب مع نادي أريس لكرة السلة في موسم 1993–1994.

## روابط خارجية
- أنتوني فريدريك على موقع إن بي أي (الإنجليزية)
- أنتوني فريدريك على موقع سبورتس رفرنس (الإنجليزية)
- أنتوني فريدريك على موقع الدوري الإسباني لكرة السلة (الإسبانية)
- أنتوني فريدريك على موقع كلية كرة السلة في سبورتس رفرنس.كوم (الإنجليزية)
- أنتوني فريدريك على موقع ريلجم (الإنجليزية)
- أنتوني فريدريك على موقع بروبوليرز (الإنجليزية)
- أنتوني فريدريك على موقع سبورتس رفرنس (الإنجليزية)